# Egmont Kulosa
Egmont Kulosa (* 28. Juli 1968 in Lingen (Ems)) ist ein deutscher Jurist. Er ist seit dem 1. November 2010 Richter am Bundesfinanzhof.

## Leben und Wirken
Kulosa trat 1987 in den Dienst der Steuerverwaltung des Landes Nordrhein-Westfalen ein und war dort als Steuerinspektor tätig. Nach dem Abschluss seiner juristischen Ausbildung wurde er 2001 als Richter am Finanzgericht Münster ernannt. Von 2002 bis 2006 war er als wissenschaftlicher Mitarbeiter an den Bundesfinanzhof abgeordnet. Kulosa wurde 2000 an der Universität Münster (Westfalen) promoviert.
Das Präsidium des Bundesfinanzhofs wies Kulosa zunächst dem X. Senat zu, der im Wesentlichen für Streitfälle betreffend die Besteuerung von Einzelgewerbetreibenden und die Rentenbesteuerung zuständig ist.